# VC福岡
VC FUKUOKA（ヴイシーふくおか）は、福岡県福岡市を本拠地とする自転車ロードレースのプロチームである。株式会社VCドリームスが運営している。
競技チームはUCIコンチネンタルチーム(アジア)に属し、ジャパンサイクルリーグに属している。

## 歴史
- 2010年
  - 11月 - 設立[1]
- 2011年
  - Jエリートツアーに参加
- 2014年
  - Jプロツアーに昇格。しかし1年で降格。
- 2016年
  - Jプロツアー復帰。
- 2017年
  - 4月20日 - 現在の運営会社であるVCドリームス設立[2]。
- 2021年
  - 新たに発足されるジャパンサイクルリーグに参戦予定[3]。

## チーム陣容
- コーチ -  藤村博史
- チームマネージャー - 佐藤信哉

| 選手名 | 国籍 | 生年月日 | 前年所属チーム |
| ------ | ---- | -------- | -------------- |